# Appartenances & Altérités
 (juillet 2023).
Appartenances & Altérités est une revue scientifique de sociologie. Créée en 2021, elle est publiée par l'unité de recherche Migrations et Société (URMIS) et dirigée par Jocelyne Streiff-Fénart et Dominique Vidal. 
Elle s'inscrit dans la continuité des Cahiers de l'Urmis (qui ont cessé de paraître en 2020), mais vise un public plus large, avec des thématiques plus pointues : attributions d'altérité et revendications d'appartenance en termes de race, d'ethnicité et de nationalité. 
La revue est bilingue français/anglais.
Elle paraît deux fois par an, en accès libre sur OpenEdition Journals. Elle est référencée dans la base de données Mir@bel.

## Numéros parus
Numéros parus :
- 1 (2021) - Race et biologie (dir. Jean-Luc Bonniol, Élodie Edwards-Grossi et Simeng Wang)
- 2 (2022) - Nativisme et nostalgie (dir. Christophe Bertossi, Jan Willem Duyvendak et Nancy Foner)
- 3 (2023) - Prévalence, mécanismes et conséquences cumulatives des discriminations en raison de l'origine (dir. Martin Aranguren)
- 4 (2023) - Autour de l’appropriation culturelle : posséder ou partager des cultures ? (dir. Jean-Luc Bonniol, Ary Gordien et Jocelyne Streiff-Fénart)